# Thomas Hammer (Journalist)
Thomas Hammer (* 1969 in Bönnigheim) ist ein deutscher Wirtschaftsjournalist und Sachbuchautor.

## Werdegang
Nach der Ausbildung zum Industriekaufmann, der Weiterbildung zum Betriebswirt und einigen beruflichen Stationen machte sich Thomas Hammer im Jahr 1996 als freiberuflicher Autor und Wirtschaftsjournalist selbständig.
Als Wirtschaftsjournalist schrieb er für die ZEIT, die Welt und die Süddeutsche Zeitung. Als Autor legte er  den Schwerpunkt auf Finanzratgeber, die zunächst im Falken, bei Econ und im Taschenbuchverlag von Droemer Knaur veröffentlicht wurden. 2003 begann die Zusammenarbeit mit dem Verlag der deutschen Verbraucherzentralen, wo Hammer einige Ratgeber zu Baufinanzierung, Geldanlage und Finanzplanung veröffentlichte. Die erste Veröffentlichung eines Buchs bei der Stiftung Warentest erfolgte im September 2015.
Neben dem Schreiben eigener Büchern beteiligte sich Hammer auch als Co-Autor an Buchprojekten. Unter anderem unterstützte er den Börsenmakler Dirk Müller beim Verfassen des Buchs „Cashkurs“, das im Oktober 2011 eine Woche lang auf Platz 1 in der Rubrik „Sachbücher“ der Spiegel-Bestsellerliste stand.
Hammer lebt in  Ötisheim in Baden-Württemberg.

## Veröffentlichungen (Auswahl)
- Selbstständigkeit und freie Mitarbeit, Falken, Niedernhausen 1997
- Die 100 besten Tipps: Optimale Finanzierung, Knaur, München 1998
- Nie mehr Ärger mit Handwerkern, Econ, München, 1999
- Schwarzbuch Banken und Finanzvertriebe. Verbraucherzentrale NRW, Düsseldorf 2012, ISBN 978-3-86336-009-2.
- Ihr Weg zum Wohneigentum. 5., aktualisierte Auflage. Verbraucherzentrale NRW, Düsseldorf 2013, ISBN 978-3-86336-018-4.
- zusammen mit Barbara Rück: Geldanlage ganz konkret. 3., aktualisierte Auflage. Verbraucherzentrale NRW, Düsseldorf 2014, ISBN 978-3-86336-027-6.
- Nebenberuflich selbstständig. 2. Auflage. Verbraucherzentrale NRW, Düsseldorf 2018, ISBN 978-3-86336-103-7.
- Finanzen nebenbei. 2., aktualisierte Auflage. Stiftung Warentest, Berlin 2018, ISBN 978-3-86851-294-6.
- Existenzgründung. 2., aktualisierte Auflage. Stiftung Warentest, Berlin 2020, ISBN 978-3-7471-0219-0.
- Finanzplaner Berufseinsteiger. Stiftung Warentest, Berlin 2021, ISBN 978-3-7471-0376-0.